# Мошева
Мошева — деревня в Кудымкарском районе Пермского края. Входила в состав Белоевского сельского поселения. Располагается северо-западнее от города Кудымкара у автодороги Кудымкар-Гайны. Расстояние до районного центра составляет 11 км. По данным Всероссийской переписи населения 2010 года, в деревне проживало 160 человек (81 мужчина и 79 женщин).

## История
По данным на 1 июля 1963 года, в деревне проживало 128 человек. Населённый пункт входил в состав Белоевского сельсовета.